# Penetrator (album)
| Recensione | Giudizio |
| ---------- | -------- |
| AllMusic   | [ 1 ]    |

Penetrator è l'ottavo album di Ted Nugent, pubblicato nel 1984 per la Atlantic Records.

## Tracce
1. Tied Up in Love – 4:23
2. (Where Do You) Draw the Line – 3:25
3. Knockin' at Your Door – 3:53
4. Don't You Want My Love – 3:30
5. Go Down Fighting – 4:42
6. Thunder Thighs – 4:07
7. No Man's Land – 3:24
8. Blame It on the Night – 4:13
9. Lean Mean R&R Machine – 3:56
10. Take Me Home – 5:06

## Formazione
- Ted Nugent - voce, chitarra, basso, percussioni
- Doug Lubahn - basso
- Bobby Chouinard - batteria
- Alan St. Jon - tastiere, cori
- Zoe Fox - cori
- Tod Howarth
- Brian Howe - voce
- Rahni Raines - cori
- Cynthia Shiloh - cori
- Peter Wolf - percussioni, sequencing
- Kevin Russell - cori